# Omar Rekik
Omar Rekik (ur. 20 grudnia 2001 w Helmond) – tunezyjski piłkarz holenderskiego pochodzenia występujący na pozycji obrońcy w słoweńskim klubie NK Maribor oraz w reprezentacji Tunezji. Wychowanek Feyenoordu, młodzieżowy reprezentant Holandii. Młodszy brat Karima Rekika, reprezentanta Holandii i gracza m.in. Manchesteru City oraz Sevilli.